# کابرا د مرا
کابرا د مرا (به اسپانیایی: Cabra de Mora) یک شهرستان در اسپانیا است که در استان تروئل واقع شده‌است.

## خصوصیات
کابرا د مرا ۳۴ کیلومترمربع مساحت و ۱۱۹ نفر جمعیت دارد.